# Palazzo Contarini Pisani
Palazzo Contarini Pisani è un palazzo di Venezia, ubicato nel sestiere di Cannaregio,  affacciato sul lato sinistro del Canal Grande, tra Palazzo Boldù e Casa Levi Morenos, di fronte a Ca' Corner della Regina